# Mare Australe (albedo)
Mare Australe és una característica d'albedo a la superfície de Mart, localitzada amb el sistema de coordenades planetocèntriques a -59.71 ° latitud N i 350 ° longitud E. El nom va ser aprovat per la UAI l'any 1958 i fa referència al mar Austral, mar del Sud.